# Рутка-Тартак
Рутка-Тартак (пол. Rutka-Tartak) — село в Польщі, у гміні Рутка-Тартак Сувальського повіту Підляського воєводства.
Населення — 453 особи (2011).
У 1975-1998 роках село належало до Сувальського воєводства.

## Демографія
Демографічна структура станом на 31 березня 2011 року:
|          | Загалом | Допрацездатний вік | Працездатний вік | Постпрацездатний вік |
| -------- | ------- | ------------------ | ---------------- | -------------------- |
| Чоловіки | 221     | 65                 | 142              | 14                   |
| Жінки    | 232     | 41                 | 151              | 40                   |
| Разом    | 453     | 106                | 293              | 54                   |